# بویلستون (ایندیانا)
بویلستون (به انگلیسی: Boyleston) یک منطقهٔ مسکونی در ایالات متحده آمریکا است که در شهرستان کلینتون، ایندیانا واقع شده‌است. بویلستون ۲۷۴٫۹۳ متر بالاتر از سطح دریا واقع شده‌است.